# Agrilus sayi
Agrilus sayi är en skalbaggsart som beskrevs av Saunders 1870. Agrilus sayi ingår i släktet Agrilus och familjen praktbaggar. Inga underarter finns listade i Catalogue of Life.